# Brynterudssjön
Brynterudssjön är en sjö i Laxå kommun i Västergötland och ingår i Motala ströms huvudavrinningsområde. Sjöns area är 0,0011 kvadratkilometer och den är belägen 135 meter över havet.